# Remember (Big Bang-album)
A Remember a dél-koreai Big Bang együttes második stúdióalbuma, melyet 2008. november 5-én jelentetett meg a YG Entertainment. A lemezből több mint 200 000 példány fogyott.

## Számlista
| 1.    | Intro (Everybody Scream) (모두 다 소리쳐 Modu ta szoricshjo) | G-Dragon                        | G-Dragon, Kush                       | 1:44 |
| 2.    | Oh, Ah, Oh (오, 아, 오 O, a, o)                              | G-Dragon, T.O.P.                | G-Dragon, Teddy Park                 | 3:46 |
| 3.    | Sunset Glow (붉은 노을 Pulkun noul)                          | G-Dragon, I Hjonghon, T.O.P.    | I Hjonghon, G-Dragon, Teddy Park     | 3:24 |
| 4.    | Twinkle Twinkle (반짝 반짝 Panccsak panccsak)                | Kush, G-Dragon, T.O.P.          | Kush                                 | 3:38 |
| 5.    | Strong Baby (Seungri szóló)                                  | G-Dragon                        | G-Dragon, JR Groove                  | 3:43 |
| 6.    | Wonderful                                                    | G-Dragon, T.O.P.                | G-Dragon, Brave Brothers, Teddy Park | 3:28 |
| 7.    | Foolish Love (멍청한 사랑 Mongcshonghan szarang)             | G-Dragon, T.O.P.                | Kush, Choi Kyusung                   | 4:02 |
| 8.    | Day by Day (akusztikus verzió) (하루하루 Haru haru)          | G-Dragon                        | G-Dragon, Daishi Dance, Kush         | 4:41 |
| 9.    | Lies (Remix) (거짓말 Kodzsitmal)                             | G-Dragon, T.O.P.                | G-Dragon, Brave Brothers, Kush       | 3:28 |
| 10.   | Last Farewell (Remix) (마지막 인사 Madzsimak insza)          | G-Dragon, T.O.P.                | G-Dragon, Brave Brothers, Kush       | 4:02 |
| 11.   | Remember                                                     | Jang Hjonszok, G-Dragon, T.O.P. | Teddy Park, Walt Anderson            | 3:19 |
| 39:12 |                                                              |                                 |                                      |      |